# Romegas
Mathurin d’Aux de Lescout, genannt Romegas oder Mathurin Romegas (* 1525 oder 1528; † 4. November 1581 in Rom) war ein Abkömmling der aristokratischen Gascogner Familie d’Aux und ein Ritter des Malteserordens.
Er war einer der besten Schiffskommandanten des Ordens und wohl zusammen mit Dragut Rais einer der besten Kapitäne des Mittelmeeres zu seiner Zeit.
Er trat dem Orden im Dezember 1546 bei und diente die meiste Zeit seines Lebens auf dessen Galeeren. Die Osmanen fürchteten seine Angriffe zu Wasser, wie auch an den Küsten der Levante, der Ägäis und des Maghreb.
Seinen ersten Ruhm gewann er 1555 durch eine wundersame Rettung aus einer im Hafen von Malta gekenterten Galeere. Das Schiff trieb kieloben im Wasser, als die Rettungsmannschaft Klopfgeräusche aus dem Rumpf hörte. Nachdem sie ein Loch in den Rumpf geschlagen hatte, kam Romegas mitsamt seinem Lieblingsaffen auf der Schulter zum Vorschein – er hatte in einer Luftblase überlebt. Diese Geschichte wurde von seinem Freund und späterem Großmeister des Ordens Jean Parisot de la Valette bezeugt. 1564 eroberte er vor Kefalonia eine schwer bewaffnete türkische Galeasse, die dem Kustir Aga, dem Haupteunuchen des Seraglio der Sultane, gehörte und Waren im Wert von ca. 80.000 Dukaten geladen hatte. Diese Waren gehörten zum Teil auch der Lieblingstochter des Sultans Süleyman des Prächtigen, was diesen endgültig so verärgerte, dass er den Angriff auf Malta befahl, der dann zur Belagerung von Malta (1565) führte. Bei dieser Belagerung spielte Romegas keine sehr große Rolle, da er von einer Karawane (so nannten die Ritter ihre Piratenzüge) zurückkehrend die Insel bereits unter Belagerungszustand vorfand, weshalb er nicht landen konnte. Während der Seeschlacht von Lepanto 1571 befehligte Romegas das päpstliche Flaggschiff.
1575 wurde Romegas Oberbefehlshaber der Galeeren des Malteserordens und kurz danach zum Großprior von Toulouse ernannt. 1577 wurde er Leutnant des amtierenden Großmeisters Jean de la Cassière, womit klar schien, dass er selbst einmal Großmeister werden würde. 1581 hatte la Cassiere die Ritter durch diverse Entscheidungen, die als Demütigungen empfunden wurden, so gegen sich aufgebracht, dass er im Fort St. Angelo inhaftiert wurde. Jetzt führte de facto Romegas den Orden. Von Papst Gregor XIII. wurde ein Abgesandter, Gaspare Visconti, geschickt, um zu prüfen, wie sich die Lage auf Malta entwickelte. Romegas und Cassiere wurden im Oktober 1581 nach Rom befohlen, wo ersterer mit Kälte und Verachtung behandelt wird, was wohl zu seinem Tod am 4. November 1581 in Rom beigetragen hat. Cassiere wird wieder eingesetzt, stirbt aber ebenfalls einen Monat später in Rom.